# Gran Premi d'Espanya del 1976
Resultats del Gran Premi d'Espanya de Fórmula 1 de la temporada 1976 disputat al circuit del Jarama el 2 de maig del 1976.

## Classificació
| Pos | No | Pilot              | Equip                | Voltes | Temps/ Retirada | Pos. de sortida | Punts |
| --- | -- | ------------------ | -------------------- | ------ | --------------- | --------------- | ----- |
| 1   | 11 | James Hunt         | McLaren - Ford       | 75     | 1h 42' 20. 43   | 1               | 9     |
| 2   | 1  | Niki Lauda         | Ferrari              | 75     | + 30.97 s       | 2               | 6     |
| 3   | 6  | Gunnar Nilsson     | Lotus - Ford         | 75     | + 48.02 s       | 7               | 4     |
| 4   | 7  | Carlos Reutemann   | Brabham - Alfa Romeo | 74     | + 1 Volta       | 12              | 3     |
| 5   | 22 | Chris Amon         | Ensign - Ford        | 74     | + 1 Volta       | 10              | 2     |
| 6   | 8  | Carlos Pace        | Brabham - Alfa Romeo | 74     | + 1 Volta       | 11              | 1     |
| 7   | 20 | Jacky Ickx         | Wolf-Williams - Ford | 74     | + 1 Volta       | 21              |       |
| 8   | 16 | Tom Pryce          | Shadow - Ford        | 74     | + 1 Volta       | 22              |       |
| 9   | 19 | Alan Jones         | Surtees - Ford       | 74     | + 1 Volta       | 20              |       |
| 10  | 21 | Michel Leclère     | Wolf-Williams - Ford | 73     | + 2 Voltes      | 23              |       |
| 11  | 2  | Clay Regazzoni     | Ferrari              | 72     | + 3 Voltes      | 5               |       |
| 12  | 26 | Jacques Laffite    | Ligier - Matra       | 72     | + 3 Voltes      | 8               |       |
| 13  | 37 | Larry Perkins      | Boro - Ford          | 72     | + 3 Voltes      | 24              |       |
| Ret | 12 | Jochen Mass        | McLaren - Ford       | 65     | Motor           | 4               |       |
| Ret | 17 | Jean-Pierre Jarier | Shadow - Ford        | 61     | Part elèctrica  | 15              |       |
| Ret | 3  | Jody Scheckter     | Tyrrell - Ford       | 53     | Motor           | 14              |       |
| Ret | 28 | John Watson        | Penske - Ford        | 51     | Motor           | 13              |       |
| Ret | 35 | Arturo Merzario    | March - Ford         | 36     | Caixa canvi     | 18              |       |
| Ret | 5  | Mario Andretti     | Lotus - Ford         | 34     | Caixa canvi     | 9               |       |
| Ret | 4  | Patrick Depailler  | Tyrrell - Ford       | 25     | Accident        | 3               |       |
| Ret | 9  | Vittorio Brambilla | March - Ford         | 21     | Suspensions     | 6               |       |
| Ret | 34 | Hans Joachim Stuck | March - Ford         | 16     | Caixa canvi     | 17              |       |
| Ret | 10 | Ronnie Peterson    | March - Ford         | 11     | Transmissió     | 16              |       |
| Ret | 30 | Emerson Fittipaldi | Fittipaldi - Ford    | 3      | Transmissió     | 19              |       |
| NVQ | 18 | Brett Lunger       | Surtees - Ford       |        |                 |                 |       |
| NVQ | 32 | Loris Kessel       | Brabham - Ford       |        |                 |                 |       |
| NVQ | 25 | Emilio Zapico      | Williams - Ford      |        |                 |                 |       |
| NVQ | 33 | Emilio de Villota  | Brabham - Ford       |        |                 |                 |       |
| NVQ | 24 | Harald Ertl        | Hesketh - Ford       |        |                 |                 |       |
| NVQ | 31 | Ingo Hoffman       | Fittipaldi - Ford    |        |                 |                 |       |

## Altres
- Pole: James Hunt 1' 18. 52

- Volta ràpida: Jochen Mass: 1' 20. 930 (a la volta 52)

- El Tyrell P34 de sis rodes va debutar en aquesta prova de les mans de Patrick Depailler.